# Košarkarski Klub Cedevita Olimpija
El Košarkarski klub Cedevita Olimpija o KK Cedevita Olimpija és un equip de bàsquet professional de Ljubljana a Eslovènia. El club competeix a la lliga ABA, a l'EuroCup, així com a la lliga eslovena.
El Cedevita Olimpija es va crear al juliol de 2019, quan es va fusionar el KK Olimpija amb l'equip croat del KK Cedevita, sent la primera fusió de dos clubs de països diferents.

## Palmarès
- Supercopa Adriàtica
  - Finalistes (1): 2019
- Copa eslovena
  - Finalistes (1): 2020
- Supercopa eslovena
  - Campions (1): 2020